# Paul Furiet
Paul Furiet, né le 1er juillet 1898 à Annecy et mort le 23 novembre 1930 dans le 14e arrondissement de Paris, est un architecte français mort à 32 ans.

## Biographie
Paul Louis Furiet, naît le 1er juillet 1898, à Annecy dans le département de la Haute-Savoie, du mariage de Jules Gabriel Alexandre Furiet et de Céline Louise Pauline Alexandra de Kiésel.
Il finit sous-lieutenant à la fin de la Première Guerre mondiale et en 1925, il est lieutenant de réserve au centre de mobilisation d'aviation no 31.
Il est ingénieur diplômé du gouvernement et ingénieur des Arts et Manufactures (promotion 1920). Pendant ses études, il est l'élève de Gustave Umbdenstock et le délégué de l'Action française à sa promotion,.
Il est architecte, dès 1925, dans le 8e arrondissement de Paris puis, de 1927 à 1928, dans le 4e arrondissement de Paris ; associé à Georges-Henri Pingusson de novembre 1925 à 1928 et à son frère Albert James Furiet (promotion 1922), son associé puis successeur quand, malade, il se retire de l'agence en 1928.
Il a ses bureaux au no 76 bis rue des Saints-Pères dans le 7e arrondissement de Paris.
Il meurt le 23 novembre 1930 au no 1 rue Pierre-Larousse dans le 14e arrondissement de Paris.

## Réalisations notables
En association avec Georges-Henri Pingusson :
- 1925 : Tribunes de l'hippodrome de la Canche[5], au Touquet-Paris-Plage
- 1926 : Villa Bourboulon[6], à Hyères
- 1926 : Société financière française et coloniale à Haïphong, Viêt Nam[4]
- 1927 : Isola Serena[7], à Cannes
- 1928 : La Villa Blanche, à Fontaine-le-Port[8]
- 1931 : Villa Romée[9], à Cannes
- 1931 : centrale thermo-électrique Arrighi[10] à Vitry-sur-Seine

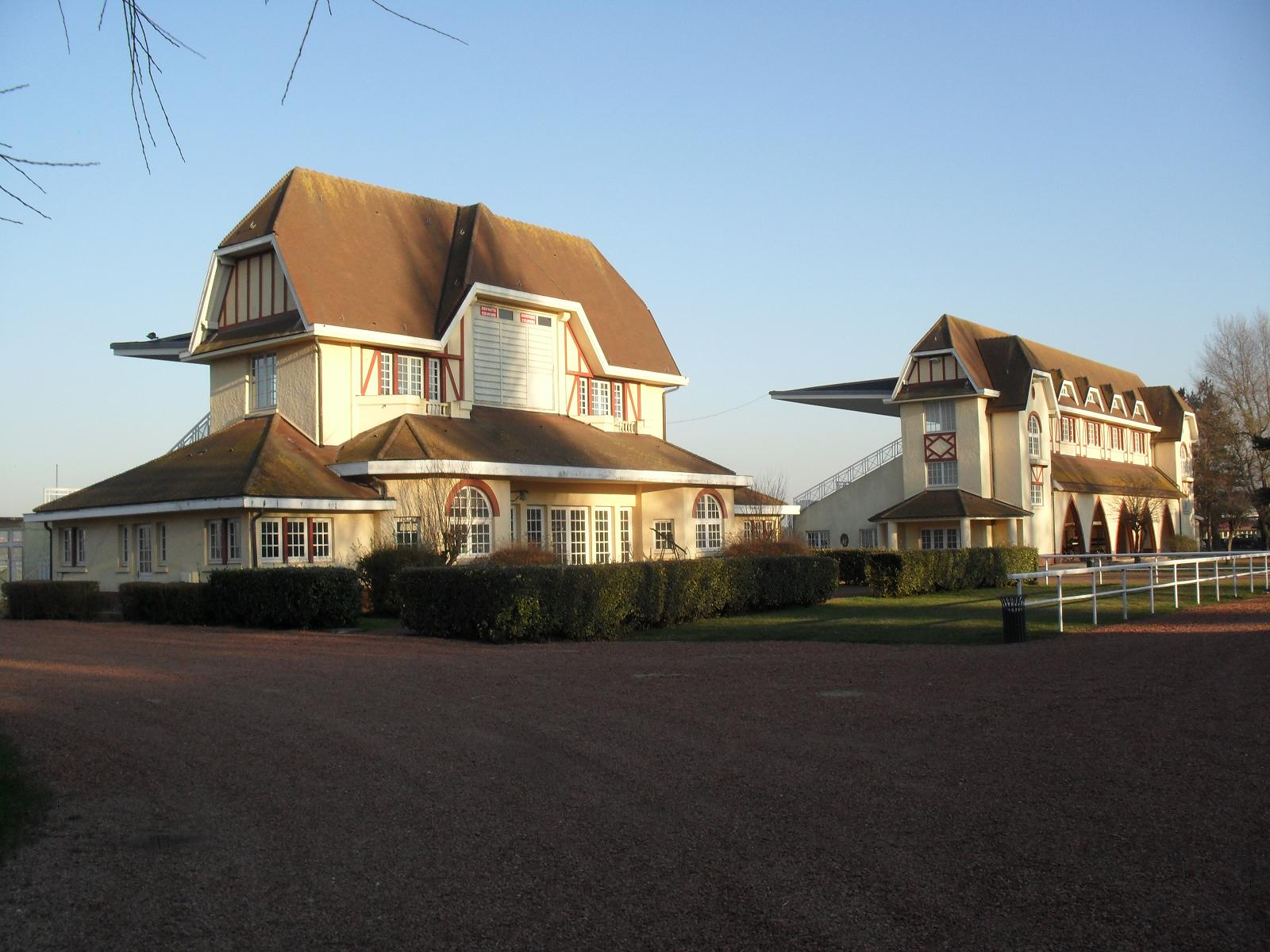
Tribunes de pesage et des visiteurs de l'hippodrome du Touquet-Paris-Plage.

## Distinctions
Paul Furiet est nommé chevalier de la Légion d'honneur par décret du ministre de l'Air du 9 novembre 1929 et décoré de la croix de guerre 1914-1918; il a 4 citations, une à l'ordre du 117e régiment d'infanterie et trois à l'ordre du 4e corps d'armée.

## Pour approfondir